# TT Games
A TT Games Ltd. egy brit csúcsvállalat és a Warner Bros. Interactive Entertainment egy leányvállalata. A vállalatot 2005-ben jött létre a Traveller’s Tales és a Giant Interactive Entertainment (ma már TT Games Publishing) egyesüléséből. A további leányvállalatai a TT Fusion, TT Animation és Playdemic. A vállalat a Lego videójáték-sorozatáról ismert.
A "TT Games" név gyakran használt a vállalat és az összes osztályának és leányvállalatának összefoglaló névként.

## Történet

### Traveller’s Tales
Jon Burton 1989-ben alapította a Traveller’s Tales-et. Andy Ingrammel dolgozott együtt egy rövid demo-n a Commodore Amiga-ra és átadta a Psygnosis-nak tanácsért; de váratlanul a Psygnosis-t lenyűgözte a játék és felajánlotta, hogy lesz a játék kiadója. Ezután a Traveller's Tales, Burton és Ingram befejezte a Leander nevű játékot, amit 1991-ben adtak ki. A Leander egy siker volt, így a Traveller's Tales egy feltörekvő brit fejlesztővé vált.
Később a Psygnosis leszerződtette a Traveller's Tales-t kettő játékra, amit 1993-ban adtak ki: Puggsy és Bram Stoker's Dracula. Dracula a Sony egy projektje volt, ami a Psygnosis megvásárlásának folyamatában volt. A játéknak köszönhetően a Traveller's Tales bővíteni tudta a vállalatot és a személyzetet és elkezdtek fejleszteni játékokat nagyobb vállalatokkal. 1994-ben elkészítették a Mickey Mania nevű játékot a Disney-nek, kezdeményezve egy hosszú kapcsolatot velük. A Disney később felbérelte őket, hogy csináljanak játékokat további Disney-tulajdonokból. 1995-ben a Sega szerződött a vállalattal, hogy csináljanak kettő Sonic the Hedgehog játékot, a Sonic 3D Blastot és a Sonic R-t. Későbbi munkáik tartalmaznak filmekről készült játékokat, kettő Crash Bandicoot játékot és néhány eredeti játékot, mint a Haven: Call of the King.

### Egyesülés a Giant Interactive Entertainmenttel
2003-ban a Lego Csoport videójáték osztálya, a Lego Interactive elkezdte a terveket, hogy elkészítsék a Lego Star Wars: The Video Game nevű játékot a licencelt Csillagok háborúja figuráik alapján. Felbérelték a Traveller's Tales-t a játék fejlesztésére. A fejlesztés korai szakaszában a Lego Csoport bezárta a videójáték kiadó osztályát és számos volt menedzser megalapította a saját vállalatát, a Giant Interactive Entertainmentet, hogy befejezzék a projektet. Ahogy a munka haladt, Burton felismerte a játékban és a Lego licencben rejlő lehetőségeket és azt, hogy milyen hatékonyan dolgozott a Traveller's Tales a Giant Interactive Entertainmenttel. Megkezdődtek a tárgyalások a lehetséges egyesülésről. A Lego Star Wars-ot 2005-ben adták ki és nagyon erős értékesítéssel és pozitív visszajelzésekkel. Ugyanebben az évben a Traveller's Tales megvásárolta a Giant Interactive Entertainmentet, kialakítva a TT Games-et. A Giant Interactive Entertainment TT Games Publishing lett, a kiadó, míg a Traveller's Tales a fejlesztő osztályként szolgált.
A TT Games folytatta a Lego videójátékok gyártását tekintélyes sikerrel. A Lego Star Wars II: The Original Trilogy nevű játékuk számos díjat és jelölést kapott 2006-ban. A vállalat újra bővült. 2007-ben megszerzett egy újabb fejlesztőt, az Embryonic Studios-t, amiből TT Fusion lett. Ebben az évben még vásároltak egy animációs stúdiót is.
2007. november 8-án a Warner Bros. Interactive Entertainment megvásárolta a TT Games-et becsült 100 millió fontos összegért. A vállalat innentől kezdve kizárólagosan csak Lego játékokat csinált.
2017. február 8-án megszerezték a Playdemic-et, hogy csináljanak Lego videójátékokat telefonokra.
2018. január 30-án megnyitottak egy újabb fejlesztő stúdiót, a TT Odyssey-t Brightonban.

## Leányvállalatai

### Traveller’s Tales
A Traveller’s Talest 1989-ben alapította Jon Burton és Andy Ingram. A cég székhelye Knutsfordban van.

### TT Games Publishing
A TT Games Publishingot 2004-ben alapította Tom Stone vezérigazgató és Jonathan Smith gyártásvezető Giant Interactive Entertainment néven. Korábban Stone és Smith is a Lego Interactive, a Lego Csoport  videójátékos divíziójának felső vezetői voltak, amíg a vállalatot be nem zárták. A Giant Interactive látta el a Traveller’s Tales Lego Star Wars: The Video Game című videójátékának kiadási feladatait, amelyért korábban a Lego Interactive felelt, majd a Lego-videójátékok kizárólagos engedélyese lett. A Traveller’s Tales 2005 áprilisában felvásárolta a Giant Interactive-ot, majd a két cég megalapította a TT Gamest. Ennek eredményeképp a Giant Interactive-ot átnevezték TT Games Publishingra. A TT Games Publishing székhelye Maidenheadben van.

### TT Fusion
A TT Fusiont 2005-ben alapította Embryonic Studios néven Nick Elms, a Warthog és a Digital Anvil társalapítója. A TT Games 2007. január 4-én jelentette be a cég felvásárlását, ekkor az Embryonic 20 alkalmazottat foglalkoztatott a bollingtoni irodájában. A felvásárlás lebonyolítását a Farleys Solicitors felügyelte, a stúdiót az egyesülés után átnevezték TT Fusionre. A TT Fusion székhelye Wilmslowban van.

### TT Animation
A TT Animation a TT Games animációs stúdiója, melyet a Fraggle Rock című televíziós sorozat társírója, Jocelyn Stevenson vezet. A stúdió készítette el a Lego Batman: A film című animációs filmet, melyet 2013 májusában mutattak be.

### Playdemic
A Playdemicet 2010-ben alapította Paul Gouge Facebook Platform-játékok fejlesztésére. A céget 2011 januárjában felvásárolta a RockYou, majd Gouge a vezérigazgatói pozícióból alelnöki és ügyvezető igazgatói posztba került át. Amikor a RockYou ugyanebben az évben pénzügyi nehézségekkel küszködött, akkor a Playdemic vezetői kivásárlást hajtott végre. 2013 februárjában Ian Livingstone-t jelölték ki a vállalat elnökének. A TT Games 2017. február 8-án bejelentette, hogy felvásárolta a Playdemicet, hogy ezzel erősítse a mobiljátékos fejlesztési képességeit. A felvásárlás időpontjában a Playdemic 33 alkalmazottat foglalkoztatott a wilmslowi irodájában.

### TT Odyssey
A TT Games 2018. január 30-án bejelentette, hogy brightoni székhellyel mobiljátékos fejlesztőstúdiót alapított TT Games Brighton néven. Jason Avent, aki korábban a Boss Alient vezette, lett a stúdió vezetője. 2018 márciusában a vállalatot átnevezték TT Odysseyre.

### Megszűnt

#### TT Centroid
A TT Games 2007. május 31-én felvásárolta a Centroid Motion Capture Limited nevű motion capture stúdiót. A cég eszközeit, köztük az angliai székhelyükön dolgozó 10 alkalmazottat, illetve a szerbiai leányvállalatának 12 alkalmazottját beolvasztották az újonnan alapított TT Centroid Limitedbe, majd a vállalat székhelyét átköltöztették a Buckinghamshire-i Pinewood Studiosba. A felvásárlás lebonyolítását a Farleys Solicitors felügyelte.

## Lásd még
- Lego-videójátékok listája